# Uturuncos
La guérilla des uturuncos est la première guérilla argentine du XXe siècle, formée dans le but de faire revenir Juan Domingo Perón de son exil, après avoir été renversé en 1955 par la Révolution libératrice.

## Histoire
Au printemps 1959, un groupe d'hommes des commandos de la résistance péroniste du nord-ouest du pays décide de faire face à la première expérience de guérilla rurale de l'Argentine contemporaine. Durant cette année et l'année suivante, plusieurs groupes de militants tentent de s'installer et de rester dans la zone forestière de Tucumán, dans le département de Chicligasta, dans le sud de la province. Le nom qu'ils choisissent pour les guérillas est Ejército de Liberación Nacional-Movimiento Peronista de Liberación.

### Tucumàn et la résistance péroniste
En 1956, la situation du péronisme dans la province de Tucumán est semblable à celle du mouvement dans tout le pays. Le gouvernement de la Révolution libératrice ordonne l'intervention de tous les syndicats et l'interdiction du parti. La Fédération des travailleurs de l'industrie du sucre de Tucumana (F.O.T.I.A.), le syndicat le plus important de la province, est décapitée. Le vérificateur, le colonel Antonio Spagenberg, procède à la désignation de délégués qui n'ont pas adhéré au péronisme dans chacune des usines. En avril 1956, l'inspecteur du Tucumán dénonce l'existence d'un plan insurrectionnel péroniste dans la province. 
L'armée est mobilisée et des postes de contrôle sont installés à San Miguel de Tucumán. Des raids ont lieu et des dizaines de personnes sont arrêtées dans la capitale, à Monteros, Tafí Viejo et Concepción.